# Katolikos Wschodu
Katolikos Wschodu – tytuł zwierzchnika Malankarskiego Kościoła Ortodoksyjnego. Urząd ten został powołany w roku 1912 przez emerytowanego patriarchę Antiochii, Ignacego Abdul Masiha II w wyniku sporu duchowieństwa indyjskiego z urzędującym wówczas patriarchą Ignacym Abdullahem II. Od 1934 katolikos Wschodu nosi również tytuł metropolity Malankary, wcześniej należący do innego biskupa. Urząd katolikosa Wschodu odwołuje się do apostolskiej misji św. Tomasza Apostoła w Indiach, stąd też zwierzchnik Kościoła malankarskiego zwany jest następcą św. Tomasza. Obecnie katolikosem Wschodu jest Baselios Mar Thoma Mathews III.

## Lista katolikosów Wschodu
- Baselios Paulose I (1912–1913)
- Baselios Geevarghese I (1925–1928)
- Baselios Geevarghese II (1929–1964, od 1958 w unii z patriarchą Antiochii)
- Baselios Augen I (1964–1975, w unii z patriarchą Antiochii)
- Baselios Mar Thoma Mathews I (1975–1991)
- Baselios Mar Thoma Mathews II (1991–2006)
- Baselios Mar Thoma Didymos I (2006–2010)
- Baselios Mar Thoma Paulose II (2010–2021)
- Baselios Mar Thoma Mathews III (od 2021)